# Iolkos
Iolkos (Grieks: Ἰωλκός, gelatiniseerd als Iolcus) is een antieke Griekse stad in de landstreek Magnesia, gelegen aan de noordelijke kust van de Pagasetische Golf. Tegenwoordig bevindt het territorium van Iolkos zich in de westelijke buitenwijken van de nieuwe stad Volos.

## Geschiedenis
De stad speelt een aanzienlijke rol in verschillende Griekse sagen. Het was de residentie van de valse koning Pelias, die de opdracht gaf tot de tocht van de Argonauten. Vanuit Iolkos begon Jason met het schip de Argo zijn tocht om het gulden vlies terug te halen.
Reeds rond 2500 v.Chr. zijn er sporen van menselijke bewoning en in de Myceense periode behoorde Iolkos tot de belangrijkste burchtsteden van Noord-Griekenland. Bij opgravingen sinds 1956 zijn resten van Myceense paleizen tussen 1600 en 1200 v.Chr. aan het licht gebracht. In de archaïsche en klassieke periode werd Iolkos geleidelijk overvleugeld door de nieuwe stichting Pagasae en in de hellenistische en Romeinse periode vormde de stad een deme van de nieuwe stad Demetrias.